# Tephrina banian
Tephrina banian là một loài bướm đêm trong họ Geometridae.